# Іванчук Павло Денисович
Павло Денисович Іванчук (нар. 1904 — ?) — радянський діяч, залізничник, машиніст паровозного депо залізничної станції Котовськ Молдавської АРСР. Депутат Верховної Ради СРСР 1-го скликання.

## Життєпис
Освіта початкова.
З 1930 року — машиніст паровозного депо залізничної станції Котовськ Молдавської АРСР.
Член ВКП(б) з 1931 року.